# Santo Antônio de Goiás
Santo Antônio de Goiás est une municipalité brésilienne de l'État de Goiás et la microrégion de Goiânia.